# 信長の野望・蒼天録
『信長の野望・蒼天録』（のぶながのやぼう・そうてんろく）は、2002年6月28日にコーエー（現・コーエーテクモゲームス）から発売されたWindows（以下、Win）用歴史シミュレーションゲーム。「信長の野望シリーズ」の第10作。「蒼天禄」は誤り。一人プレイ専用。
後にPlayStation 2（以下、PS2）版やPlayStation Portable（以下、PSP）版も発売された。「コーエーテクモ定番シリーズ」などの廉価版も発売された。Win版はWindows 98以降に対応する。詳しくはWindows版の廉価版節参照。

## 内容

### 概要
本作ではシリーズでは初めて、大名以外の身分でもプレイできるようになった。主人公に選択できるのは大名と軍団長と城主の3種類である。一般の家臣や浪人は選択できない（ただし、一般の家臣である武将も「城主交代」及び担当武将変更の裏技を使うことで実質的にほとんどの武将が選択可能になる）。またこれによりゲームのクリア方法も従来の統一大名や従属大名自身としてエンディングを迎える以外にも、その配下武将としてエンディングを迎えることも可能になっている。
パワーアップキット版では、シリーズで初めて織田信長誕生以前の時代を扱ったシナリオが追加された。2017年時点でも該当のシナリオがあるのは本作だけとなっている。
大名の後継者は、血縁武将か婚姻で一門に加わった武将に限られる。ただし、大名が死亡した場合、いずれもいない時に限り、それ以外の武将を後継に指名できる場合がある（ただし事実上はコンピュータにより決められ、候補無しとしてゲームオーバーになることもある）。
音楽は山下康介が担当した。音楽面では、織田家や武田家などの有力大名か高家や仏教などの出自によって曲が変わる。さらに前作『嵐世記』のWin版では特殊な形式のファイルで音楽が収録されていたが、本作ではWindows Media形式での収録となっている。
Win版においては一部の環境で頻繁にフリーズや異常終了が起こる不具合が存在した。更に同じように武将個人プレイのできる「太閤立志伝シリーズ」（特に『IV』と『V』）の存在により、「シリーズで（2011年時点では）唯一城主プレイが可能」という特徴も印象が薄くなっている。また謀略中心のゲームとなったことで、領内開発など前作まででは大きな位置を占めていた要素が縮減されており、また根回し、謀叛、寝返り、仲間たちへの讒言や追い落としなどでゲームを進行していく部分が大きくなっている。
1700年を迎えても勝利条件を満たさないと、時間切れでゲームオーバーとなる。

### 武将・城について
登場する武将は1500人で、更にWin版では新武将を200人、パワーアップキット（以下、PK）では1000人まで一度に登場させられる。登録だけなら1000人まで可能。PS2版では通常の『蒼天録』（以下、無印）、PK共に100人まで登場及び登録ができる。それでも、コンピュータ大名が頻繁に家臣を処断（死刑）する他、城主同士で暗殺を仕掛ける頻度が高く、さらにPK版では落ち武者狩りによる死亡も起こるため、武将不足になりやすい。
本作にしか登場しない戦国初期の武将も多い。一方で最も年代の遅いシナリオはPKまで含めても賤ヶ岳合戦のあった1583年のため、それ以降の年代の武将は比較的少なくなっている。前作のPKに登場した遅い年代の武将は、その多くが本作では顔グラフィックのみ他の武将に使い回しされている（例：徳川忠長→武藤友益）。
また、一般には通称名で知られているが、本作から本名（諱）で登場するようになった武将もいる。
- 竹中半兵衛→竹中重治
- 黒田官兵衛→黒田孝高
- 山本勘助→山本晴幸
- 前田慶次→前田利益
- 島左近→島清興

などがその一部である。
城数は150。ゲームシステム上、城主不在の空白地を作ることはできない。また、下克上、内応などのフラグは城主個人ではなく城自体に立っており、城主を更迭しても消えない（プレイヤーによる更迭なら、そのターンのみは消えるが、翌季節に元に戻る）。
寿命や戦死などで、城に誰も武将がいなくなると、架空武将が代わって城主になる。先代城主の遠縁ということになっており、能力も似たものになる。架空武将は臨時の存在なので、架空武将が城主の城で、通常武将を城主に任命すると、架空武将は仏門に入ると宣言して消えてしまう。ただし、プレイヤーが架空武将の城を担当城に切り替えた場合は、城主を交代させても架空武将は消えない。また、架空武将の血縁が、先代城主のものを引き継ぐことを利用して、大名血縁で高齢の武将を城主に任命し、その死後架空武将を出現させることで、若年の血縁武将を作ることができる。
また、城主一人だけの城には、基本的には追放・処断を命じることはできない（裏返せば、プレイヤーが家臣不在の城主ならば、殺されることはない）。ただし、プレイヤーが大名ならば、季節の最初に忍者から謀反の疑いが報告されることがあり、この場合は城主一人だけの城にも追放・処断を命じることが可能。この場合も架空武将が代わって城主になるので、城主を追放すれば、武将を一人増やすことができる。

### ゲームシステム
シリーズの他作品では自大名の城であれば全ての城（軍団制の存在する作品では第一軍団の城）に直接命令を下すことが可能だが、本作ではたとえ大名であっても直接命令を出せるのは自分の居城のみで、それ以外の城については軍団長や城主を介して大まかな指示しかできない。
ゲームは政略フェイズと軍略フェイズに分かれており、『天翔記』と同じく1年を春、夏、秋、冬の3ヶ月毎に分けて進行する。軍略フェイズでは軍勢の移動や城の包囲を行う。軍略フェイズでは1ヶ月をそれぞれ上旬・下旬に分けた3か月分、計6回援軍要請や停戦交渉、偽伝令（後述）などの命令を出すことができる。
本作では内政には領内開発以外にも物資の売買・輸送や城主任命や武将移動、兵種変更なども含まれている。領内開発の意味での内政は前作に引き続き奉行を任命して行うようになっている。居城のみにしか任命できず、前作と異なり作業効率の助言を家臣が行うこともないため、前作よりも更にゲームに占める比重は低い。

### 身分での違い
大名と軍団長、城主それぞれの立場によりできることは異なる。大名の場合は軍団長に、軍団長の場合は城主に攻略対象を指示することができる。逆に軍団長以下の場合で攻略方針を変更したい場合は軍団長の場合は大名に、城主の場合は軍団長に提案を行うこともできる。軍団長及び城主では身分の変動、転封、時には処断されることもある。
軍団長で大名に提案を行う場合、大名が他の軍団長・発言力の高い城主を召集する評定での発言力及び他武将の説得が重要となってくる。発言力は大名からの指示を達成することで上がってゆく。発言力が高くなれば自分一人の意見だけで提案を認めさせることができるが、低いうちは軍団長・城主と普段から懇意にしておくことが大切である。また説得は各武将の性格により適した方法が異なる。
なお、COM軍団長・城主が提案を行うことはない。パワーアップキット版では提案するように設定可能となったが、評定にはならず、拒否しても友好度が下がるだけで済む。

### 知行制について
『覇王伝』及び前作『嵐世記』同様に知行制が本作でも採り入れられている。これまでの2作品では知行は大名の元で一元管理されていたが、本作では城毎に割り当てられている。これは武将の移動や転封を行う際にも影響し、プレイヤー担当の武将が軍団長以上の場合で自身の居城であっても一部の家臣をあらかじめ移動させておかないと知行不足で転封コマンドが選べず、居城移動ができないことがある。しかしCOM武将が知行を上げる事は滅多にない為、このシステムのせいで自分が大名の時、城主や軍団長の知行が低いままになっている。なので低いままの武将の友好度がどんどん下がって行き、また、率いる兵士数が中々増えない為、使いにくくなった感がある。
またPK版の場合、オリジナル武将をCOM大名家に入れるとどんなに武名が高く仕官年数が長くてもシナリオ開始時のCOM家オリジナル武将の知行は0となる。また、COM大名はオリジナル武将を軽んじる傾向にあり、知行0のままの場合が多い。
さらに前作では家臣に知行を与えた後、それに応じて増加した最大兵数に達するまでの兵数は自然増加を待つしかなかったが、本作では（雇う兵数は調整できないが）募兵も可能になった。また勲功による知行の要求量も前作と比較して減少し、知行ではなく金銭を褒美に与えることが可能になるなど、前作のシステムが一部変更されている。

### 諸勢力について
国人衆・寺社衆・忍者衆などの諸勢力も前作に引き続き本作にも登場している。ただし前作では初期状態では各国に必ず1つずつ存在していた国人衆が本作では数が減らされたり、前作であった築城など技術提供や修行などの要素がなくなったりするなど、前作からは重要度が減った。さらに、諸勢力武将を登用することもできなくなった。諸勢力武将は、実在・架空を問わず、列伝は汎用の自動生成となっているため、ゲームの上では実在人物と架空人物の区別ができなくなった（諸勢力として登場するのは九鬼嘉隆、風魔小太郎など）。また、原則としてどのシナリオでもゲーム開始時の頭領は変わらないため、実在人物でも生没年は架空のものとなっている。
また、どの諸勢力も完全に滅ぼすことはできなくなったが、代わりに脅迫や武力により大名家に従属させることができるようになった。忍者を武力で従属させる場合、包囲している間に借入期限となった忍者の借入延長はできない。忍者のうち「伊賀衆」「甲賀衆」は従属化脅迫には応じないため、武力により従属させるしかない（ただし、COM担当勢力の脅迫に屈することはある）。また、本願寺勢力には、本願寺家や本願寺勢力に対する共同軍要請が出来ないようになっている（必ず断られる）。従属させることによるメリットは、
- 進軍の通路を確保できる（逆に言えば他大名の進撃を防いでくれる）
- 出陣要請や共同軍要請ができる
- 物資・家宝の取引や忍者派遣（忍者の場合）、貿易依頼（水軍の場合）を独占して行うことができる
- 名声が若干上昇する

といったものがある。

### 謀略・外交
本作では謀略の重要性が高く、忍者衆の重要性が飛躍的に増した。これまでよりも外交手段も多様化した。これまでの作品では、『覇王伝』においては対等同盟、従属同盟どちらも結ぶことができたが、『天翔記』から『烈風伝』までは対等同盟のみ、『嵐世記』では従属同盟のみしか結べなかった。本作では久しぶりに両方が結べるようになった。しかも対等同盟だけでも「不戦協定」「軍事同盟」「包囲網」の3種類を結ぶことができる。それ以外にも自家を自慢する、寝返りを約束する、盟主の風評を流すなどこれまでの作品にないことが可能になった。また軍略フェイズ中に偽伝令を敵だけではなく味方にも送ることで主君の他城主への評価を落とすこともできる。
下剋上も条件が整えば可能だが、その際に悪評が立つことで他大名家との友好度や家臣の忠誠度が下がることがある。朝廷や幕府から大義名分をもらうことで悪評を抑えることができる。逆に、大名は『覇王伝』以来久々に処断が自分の家臣にも可能になった（シリーズの他作品では、ほとんどが敵の捕虜または捕虜と外交の使者のみ可能になっている）。たとえ謀反の意志が無くても、流言により大名に処断されることも多いため、城主や軍団長を選択した場合、大名との関係維持は重要である。処断される場合、城主・軍団長でプレイすると、大名に呼び出されて手討ちされる演出が入る（呼び出しを断れば、友好度は下がるが殺されることはない）。プレイヤー城主・軍団長が手討ちされると、謀反の意志の有無にかかわらず、後継城主は強制的に独立する。プレイヤーが大名ならば、切腹を申し付けることになる。
同じ勢力の城主同士で足を引っ張り合うことも、逆に他の城主に根回しすることで、主君を隠居させ無血のうちに大名家を乗っ取ることも可能である。

### パラメータ
武将の能力パラメータは（隠しも含め）「政治」「統率」「知略」「相性」「義理」「野心」であり、前作から比べるとシンプルになっている。前作までの「野望」が「野心」に変更された。
前作までの特技は計略・内政時に有利な特技と戦争時に有利な策戦に分けられた。「策戦」は戦闘中、敵部隊と戦うことで、徐々に上がる「戦意」が溜まらないと使えない。特定の策戦コマンド・兵種コマンド実行時に特殊効果を発揮する武将も一部いる。
新武将を作る場合には寿命は110歳まで設定可能であり、出自は「武将」「国人」「商人」「忍者」「旧仏教」「切支丹」「一向宗」「水軍」「高家」の9種類が選択できる。神道も旧仏教として扱われている。
コンピュータの思考パターンは6種類に分けられている。
1. 織田信長タイプ - 軍事、内政ともバランスよくこなす。まず上洛を目指し、天下統一が最終目標。
2. 上杉謙信タイプ - 好戦的だが、信義を重んじる。他家からの従属依頼を受け入れやすい。まず地方統一を目指し、天下統一が最終目標。
3. 武田勝頼タイプ - 好戦的で、謀略を嫌う。まず地方統一を目指し、天下統一が最終目標。
4. 松永久秀タイプ - 好戦的で、謀略を好む。まず地方統一を目指し、天下統一が最終目標。
5. 北条氏政タイプ - 地方統一が最終目標で、外交や謀略により生き延びようとする。
6. 今川氏真タイプ - 理知的。地方統一が最終目標だが、あまり戦争を仕掛けない。

### 合戦
カテゴリ的には前作と同じリアルタイム制になるが、システム的には前作と全く違うものとなっている。
野戦では、部隊の種類は「足軽（足）」「長槍（槍）」「騎馬（馬）」「鉄砲（鉄）」「騎鉄（騎）」があり、
- 「足軽」「鉄砲」は「騎馬」「騎鉄」に弱く、「長槍」に強い。
- 「長槍」は「騎馬」「騎鉄」に強く、「足軽」に弱い。
- 「騎馬」「騎鉄」は「足軽」「鉄砲」に強く、「長槍」に弱い。

というじゃんけんのようなシステムを採用しており、これにより例えば上杉謙信のような武将も万能ではなくなった。1人の武将が指揮できる兵数は2000までで、出陣できるのは1つの城につき5人までである。
攻城戦は三の丸・二の丸・本丸を順に落としていくようになっていて、比較的大まかな指示しかできない。
なお本作では「総取り」と呼ばれる、たとえいくら他に城があっても本城を落とせば他の敵城ごと敵家臣全員を無条件で手に入れられるというシステムが採用されている。これはゲームの進行を早くすることができる一方で、武将の相性などは関係なく下剋上をいともたやすく行えるためゲーム性が幾分大味になっている。

### シナリオ
- 1534年夏　信長誕生
- 1546年春　信長元服
- 1560年夏　桶狭間合戦
- 1570年秋　信長包囲網
- 1582年春　本能寺の変
- 1582年秋　清洲会議（上記シナリオのどれかでゲームクリアした場合出てくる隠しシナリオ。PKでは初期状態から登場）
- 1553年夏　正徳寺にて（GameCityオンライン購入。Win版のみ）
- 1571年秋　聖域炎上（GameCityオンライン購入。Win版のみ）

## パワーアップキットでの強化点
本作のパワーアップキットではシリーズで初めて北条早雲や細川政元らが通常の武将として登場する「駿河の梟雄」（1495年開始）など3本のシナリオ、300人の武将が追加された。15世紀のシナリオもシリーズ初である。また前述の通り、Win版では全ての新武将を一度にゲームに出せるようになった（PS2版以降はそのまま）。
エディタが本作のPKにも搭載されており、無印でも制作できた新武将の他に、PKでは既存武将や忍者、城、姫などの状態を変更できる。更にPS2版以降では新家宝も登録できる。更にイベントエディタも前作に引き続き搭載された。
またこれまでファンの中には「縛りプレイ」という、例えば「同盟は一切結ばない」「敵に内応は仕掛けない」などの制限を自ら課してプレイする者もいたが、本作のパワーアップキットではこれをゲーム側で行うことが可能になった。「特撰カスタマイズ」がそれで、具体的には敵大名処断時の結果、武将の死亡率、忍者による謀略実行の有無、諸勢力による貢ぎ物の有無、コンピュータの戦争頻度や謀略頻度などがあらかじめ設定されている。前作のミッションチャレンジモードを発展させたものでもあり、クリアすると新シナリオなどが賞品となっている点も同じである。内容は武将を自分の居城に集める、家宝を集める、自分の姫と武将を縁組させるなど様々なものがある。中でも「苦労三昧」は大名の従属が完全に禁止で、全ての城と全ての諸勢力拠点を支配下に置く必要があり、その上最初は軍団長と城主しか選択できないなど、まさに苦労するルール設定となっている。「自由三昧」として、前述の「総取り」の無効化、諸勢力との交渉可能範囲の設定、武将の出自や性格、相性を仮想設定にする、果ては武将全員を姫武将としてプレイ可能など、多岐に亘る設定を自由に変更してプレイできるようにもなっている。
それ以外のパワーアップキットでの追加要素としては、宴会を開き自家の城主を招き情報を聞くことができるようになったり、野戦での敗走時に落ち武者狩りも起こるようになった。
PS2版PK、及びPSP版での追加要素は
- 新家宝作成機能
- 養子コマンド（他家から養子縁組が可能[4]）
- 武将全員登場の仮想シナリオ「群雄関ヶ原」の存在（史実の関ヶ原の戦いとは無関係）
- イベントエディタで作成可能なイベント種類数がWin版の20から30に増加（ただし条件を決めていくことによる自動作成で、新武将はイベントに参加できなくなった）
- ボーナス武将の新規顔画像（Win版では汎用顔画像だったものが、新規描き下ろし画像、または『烈風伝』『天下創世』での顔画像に改められている）。

などがある。
- PSP版のみ、ゲームバランスが変更され、COMがより有利になった。具体的には、COM大名と軍団長・城主の関係が悪化しにくくなったこと。プレイヤー軍団長・城主が大義名分を得ずに独立すると、手討ちや大名が処断されたことによる不可抗力の独立であっても他の大名に相手にされなくなり、また大義名分を取って独立しても相性の悪い大名家とは同盟を結べなくなった。この他、落ち武者狩りの有無を設定できるようになった。また、本願寺家の家紋が、イメージ優先の卍から、史実に根拠のある下り藤紋[5]に変わった。

### 追加シナリオ
- 1495年秋　駿河の梟雄
- 1507年夏　三人の養子
- 1523年春　江北の炎
- 1511年秋　船岡山合戦 （特撰カスタマイズクリア景品）
- 1583年夏　賤ヶ岳合戦 （特撰カスタマイズクリア景品）
- 1600年春　群雄関ヶ原 （PS2版PK、PSP版）

## Windows版の廉価版
ソースネクストより販売されているWindows用パッケージ版、コーエーやソースネクストその他で販売されているダウンロード販売版（2011年9月販売終了）いずれにも『嵐世記』と共通の問題がある。詳しくは信長の野望・嵐世記#概要参照。
なおPKの廉価版も2007年6月22日に発売された。ソースネクスト販売の無印とPKの組み合わせではユーザー登録はできないが、コーエー版PKと異なり、インストール時点であらかじめ最新のパッチが適用済みになっているためパッチ適用の必要はない。マイクロソフトが9x系OSへのサポートを完全に中止した後の発売となったからか、無印はソースネクスト版も9x系OSにも公式動作保証がされていた（発売当初、2008年現在は公式サイトの製品案内では9xOSは動作環境から外されている）が、PKは対応OSは2000及びXPとなっており、製品にも9x系OSへのサポートは終了している旨の断り書きが封入されている（一応9x系でも動作はする）。また無印のダウンロード販売版にはソースネクスト版含めPKは適用できない。